# Championnat de France de football de troisième division 1999-2000
Navigation
National 1998-1999 National 2000-2001
Le Championnat de France de football National 1999-2000  a vu la victoire de l'AS Beauvais.

## Les 20 clubs participants
| Club                   | En National depuis | Classement 1998-1999   | Entraîneur           | Depuis | Stade                          | Capacité | Part |
| ---------------------- | ------------------ | ---------------------- | -------------------- | ------ | ------------------------------ | -------- | ---- |
| Red Star FC            | 1999               | 19e (Division 2)       | Girard et Repellini  | 1998   | Stade Marville                 | 10 000   | 0    |
| AS Beauvais            | 1999               | 20e (Division 2)       | Jacky Bonnevay       | 1999   | Stade Omar-Sahnoun             |          | 0    |
| GFC Ajaccio            | 1997               | 3e                     | Patrice Buisset      | 1999   | Stade Ange Casanova            | 8 000    | 2    |
| RC France              | 1997               | 4e                     | Jean-Marie Lawniczak | 1993   | Stade de Colombe               | 7 000    | 2    |
| Valenciennes FC        | 1998               | 5e                     | Ludovic Batelli      | 1996   | Stade Nungesser                | 14 857   | 1    |
| Olympique Noisy-le-Sec | 1997               | 6e                     |                      |        | Stade Salvador-Allende         | 2 000    | 2    |
| Pau FC                 | 1998               | 7e                     | Pascal Plancque      | 1998   | Stade du Hameau                | 13 000   | 1    |
| US Raon                | 1997               | 8e                     | Didier Ollé-Nicolle  | 1991   | Stade Paul-Gasser              | 4 000    | 2    |
| Paris FC               | 1997               | 9e                     | Jean-Pierre Carayon  | 1999   | Stade Déjerine                 | 2 500    | 2    |
| ES Fréjus              | 1997               | 10e                    |                      |        | Stade Eugène Pourcin           | 2 500    | 2    |
| FC Martigues           | 1998               | 11e                    | Christian Dalger     | 1999   | Stade Francis-Turcan           | 11 500   | 1    |
| Angers SCO             | 1997               | 12e                    | Denis Goavec         | 1999   | Stade Jean Boin                | 17 000   | 2    |
| Istres FC              | 1997               | 13e                    | Arnaud Dos Santos    | 1999   |                                |          | 2    |
| Thouars Foot 79        | 1997               | 14e                    | Thierry Goudet       | 1997   | Stade Philippe Morin           | 3 500    | 2    |
| Pacy VEF               | 1998               | 16e                    | Laurent Halton       | 1988   | Stade Pacy-Ménilles            | 2 000    | 1    |
| Racing Besançon        | 1999               | 2e (National 2 Gr. A)  | Sylvain Matrisciano  | 1997   | Stade Léo-Lagrange             | 4 900    | 0    |
| Stade de Reims         | 1999               | 3e (National 2 Gr. A)  | Manuel Abreu         | 1995   | Stade Auguste-Delaune          | 9 000    | 0    |
| Grenoble Foot          | 1999               | 1er (National 2 Gr. B) | Alain Michel         | 1997   | Stade Charles-Berty            | 18 000   | 0    |
| Clermont Foot          | 1999               | 1er (National 2 Gr. C) | René Le Lamer        | 1998   | Stade Gabriel Montpied         | 11 980   | 0    |
| AS Évry                | 1999               | 1er (National 2 Gr. D) | Bernard Touret       | 1996   | Stade Jacques Deyrois du Roure | 1 500    | 0    |

## Classement final
| Rang | Équipe                 | Pts | J  | G  | N  | P  | Bp | Bc | Diff |
| ---- | ---------------------- | --- | -- | -- | -- | -- | -- | -- | ---- |
| 1    | AS Beauvais R          | 73  | 38 | 21 | 10 | 7  | 51 | 29 | +22  |
| 2    | FC Martigues           | 66  | 38 | 18 | 12 | 8  | 67 | 41 | +26  |
| 3    | Angers SCO             | 64  | 38 | 17 | 13 | 8  | 48 | 29 | +19  |
| 4    | Grenoble Foot P        | 61  | 38 | 17 | 10 | 11 | 60 | 51 | +9   |
| 5    | Valenciennes FC        | 58  | 38 | 17 | 7  | 14 | 53 | 43 | +10  |
| 6    | Pau FC                 | 57  | 38 | 17 | 6  | 15 | 57 | 50 | +7   |
| 7    | Clermont Foot P        | 57  | 38 | 15 | 12 | 11 | 36 | 35 | +1   |
| 8    | Besançon RC P          | 56  | 38 | 16 | 8  | 14 | 48 | 33 | +15  |
| 9    | RC France              | 56  | 38 | 14 | 14 | 10 | 51 | 39 | +12  |
| 10   | FC Istres              | 55  | 38 | 15 | 10 | 13 | 46 | 36 | +10  |
| 11   | Stade de Reims P       | 54  | 38 | 15 | 9  | 14 | 46 | 47 | -1   |
| 12   | AS Red Star R          | 52  | 38 | 14 | 10 | 14 | 44 | 40 | +4   |
| 13   | Olympique Noisy-le-Sec | 48  | 38 | 11 | 15 | 12 | 38 | 41 | -3   |
| 14   | Thouars Foot 79        | 48  | 38 | 11 | 15 | 12 | 40 | 46 | -6   |
| 15   | GFCO Ajaccio           | 45  | 38 | 11 | 12 | 15 | 26 | 46 | -20  |
| 16   | Pacy VEF               | 43  | 38 | 10 | 13 | 15 | 37 | 56 | -19  |
| 17   | Paris FC               | 41  | 38 | 12 | 5  | 21 | 32 | 48 | -16  |
| 18   | AS Évry P              | 35  | 38 | 8  | 11 | 19 | 28 | 46 | -18  |
| 19   | ES Fréjus              | 32  | 38 | 7  | 11 | 20 | 36 | 63 | -27  |
| 20   | US Raon L'Etape        | 30  | 38 | 5  | 15 | 18 | 23 | 48 | -25  |

Promotions et relégations
- Promotion en Division 2 2000-2001
- Rétrogradation administrative
- Relégation en CFA 2000-2001

Abréviations
- P : Promu de CFA 1998-1999
- R : Relégué de Division 2 1998-1999

Victoire à 3 points.
- En cas d'égalité de points, les équipes sont départagées à la différence de buts particulière.

### Classement des buteurs 1999-2000
| #   | Nat.                              | Joueur                | Club            | Buts |
| --- | --------------------------------- | --------------------- | --------------- | ---- |
| 1er | Drapeau de la France              | Jacques Rémy          | FC Martigues    | 23   |
| 2e  | Drapeau de la France              | Johan Jacquesson      | Stade de Reims  | 19   |
| 3e  | Drapeau de la France              | Claude Bakadal        | Grenoble Foot   | 16   |
|     | Drapeau de la France              | Olivier Hameau        | Pacy VEF        | 16   |
|     | Drapeau de la France              | Hocine Lachaab        | Valenciennes FC | 16   |
| 6e  | Drapeau de la Belgique            | Patrick Van Kets      | RC France       | 15   |
| 7e  | Drapeau de la France              | Jean-Jacques Davezac  | FC Martigues    | 14   |
|     | Drapeau de la république du Congo | Didier Richard Akiana | AS Red Star     | 14   |
| 9e  | Drapeau de la France              | Christophe Duboscq    | Stade de Reims  | 13   |
| 10e | Drapeau de la France              | Jérôme Molinier       | SCO Angers      | 12   |
|     | Drapeau de la France              | Vincent Boulanger     | Besançon RC     | 12   |
|     | Drapeau de la France              | Denis Baylac          | Pau FC          | 12   |

## Les champions
| Nom                   | Nationalité | Date Naiss.        | Lieu Naiss.          | Taille | Poids | Poste      | Matches | Buts |
| --------------------- | ----------- | ------------------ | -------------------- | ------ | ----- | ---------- | ------- | ---- |
| Jacky Bonnevay        | France      | 1er juin 1961      | Le Coteau            |        |       | Entraîneur |         |      |
| Peter Sampil          | France      | 22 novembre 1974   | Rambouillet          | 1,89   | 84    | Attaquant  | 33      | 11   |
| Jessy Savine          | France      | 21 janvier 1976    | Nancy                | 1,78   | 69    | Milieu     | 15      | 6    |
| Stéphane Lecocq       | France      | 22 octobre 1976    | Auchel               |        |       | Attaquant  | 20      | 5    |
| Nicolas Florentin     | France      | 16 février 1978    | Pont-à-Mousson       | 1,82   | 76    | Attaquant  | 18      | 5    |
| Frédéric Machado      | France      | 11 novembre 1975   | Sartrouville         | 1,73   | 71    | Attaquant  | 13      | 5    |
| Nicolas Girard        | France      | 12 avril 1978      | Nîmes                | 1,76   | 77    | Attaquant  | 22      | 4    |
| Younès Diani          | France      | 19 octobre 1977    | Saint-Quentin        | 1,78   |       | Milieu     | 22      | 3    |
| Alexandre Clément     | France      | 23 mars 1975       | Créhange             | 1,94   | 88    | Défenseur  | 34      | 2    |
| Yohan Demont          | France      | 15 mai 1978        | Valenciennes         | 1,81   | 73    | Milieu     | 24      | 2    |
| Hervé Fischer         | France      | 31 octobre 1979    | Mulhouse             |        |       | Milieu     | 34      | 1    |
| David Vairelles       | France      | 6 décembre 1977    | Essey-lès-Nancy      | 1,82   | 78    | Défenseur  | 34      | 1    |
| David De Freitas      | France      | 30 septembre 1979  | Senlis               | 1,80   | 69    | Milieu     | 21      | 1    |
| Laurent Dufour        | France      | 13 juillet 1974    | Aunay-sur-Odon       |        |       | Milieu     | 15      | 1    |
| David Ringot          | France      | 22 mai 1969        | Boulogne-sur-Mer     |        |       | Attaquant  | 4       | 1    |
| Gaël Sanz             | France      | 1er mai 1977       | Charleville-Mézières | 1,83   | 82    | Défenseur  | 33      | 0    |
| Stanislas Karwat      | Pologne     | 3 octobre 1965     | Tomaszów Lubelski    | 1,90   | 83    | Gardien    | 28      | 0    |
| Jean-Marc Moulin      | France      | 27 novembre 1973   | Aubenas              | 1,81   | 71    | Défenseur  | 24      | 0    |
| Stéphane Guiraud      | France      | 2 octobre 1975     | Castelnaudary        | 1,80   | 73    | Défenseur  | 20      | 0    |
| Cyril Charton         | France      | 9 septembre 1976   | Compiègne            | 1,80   | 76    | Milieu     | 19      | 0    |
| Stéphane Zèbre        | France      | 29 juillet 1976    | Clichy la Garenne    | 1,83   | 80    | Défenseur  | 13      | 0    |
| Karim Aïbeche         |             | 1972               |                      |        |       | Attaquant  | 13      | 0    |
| Jean-Philippe Delpech | France      | 1er septembre 1967 | Toulouse             |        |       | Milieu     | 10      | 0    |
| William Levet         | France      | 12 octobre 1975    | Moulins              | 1,78   | 78    | Gardien    | 10      | 0    |
| Abdelaziz Boussaïd    | France      | 19 octobre 1971    |                      |        |       |            | 1       | 0    |
| Arnaud Berdou         | France      | 4 mars 1980        | Ermont               |        |       | Défenseur  |         | 0    |
| Cédric Masse          | France      | 3 janvier 1979     | Reims                |        |       | Gardien    |         | 0    |